# Komitet Kultury Niezależnej
Komitet Kultury Niezależnej – komitet utworzony na początku stanu wojennego i działający od 1982 r. do 1989 r. jako kontynuacja Komisji Kultury, funkcjonującej w latach 1980–1981 przy Regionie Mazowsze NSZZ „Solidarność”. Przewodniczącym był Janusz Ściskalski, a sekretarzem Teresa Bogucka, która w latach 1982–1989 znalazła się obok Kazimierza Dziewanowskiego i Małgorzaty Łukasiewicz w ścisłym gronie osób dysponujących środkami przekazywanymi z Zachodu na niezależne inicjatywy kulturalne.
W prace Komitetu zaangażowane były osoby reprezentujące główne dziedziny artystyczne. I tak: za sprawy plastyki odpowiadali – Andrzej Osęka i Aleksander Wojciechowski, literatury – Kazimierz Orłoś, muzyki – Tadeusz Kaczyński i Krzysztof Knittel, teatru – Kazimierz Kaczor i Marta Fik, która pełniła jednocześnie funkcję redaktora naczelnego „Kultury Niezależnej” – wydawanego przez wydawnictwo „Przedświt” miesięcznika, będącego rodzajem organu Komitetu Kultury Niezależnej.
Komitet Kultury Niezależnej wspierał wystawy plastyczne, prezentacje Teatru Domowego, inicjatywy realizowane w ramach Tygodni Kultury Chrześcijańskiej. We wszystkich dziedzinach kultury przyznawano Nagrodę Kulturalną „Solidarności”.
Po śmierci Andrzeja Kijowskiego, który był inicjatorem finansowania przez Komitet Kultury Niezależnej eseistycznej serii „Próby” – Komitet zdecydował o ustanowieniu Nagrody im. Andrzeja Kijowskiego.
W roku 1989 sprawozdanie finansowe z prac Komitetu Kultury Niezależnej zostało zaakceptowane przez niezależne grono, w skład którego weszli profesorowie: Tadeusz Kielanowski, Bohdan Korzeniewski, Stanisław Lorentz.